# Васил Катин
Васил Катин, наречен Голаш, е български революционер, деец на Вътрешната македоно-одринска революционна организация и на Вътрешната македонска революционна организация.

## Биография
Васил Катин е роден в град Струмица, тогава в Османската империя. Присъединява се към ВМОРО и е четник в четата на Коста Христов Попето в Гевгелийско, която е въоръжена от върховистите на Стефан Николов. През 1922 година е назначен за градски войвода на ВМРО в Струмица. След разгрома на Югославия през април 1941 година по време на Втората световна война, заедно с Атанас Ансаров, Панде Арабаджиев, Лямо Комаров и Мирчо Лазаров организира посрещането на българската войска.